# Peppertones
Peppertones (en hangul, 페퍼톤스) es un dúo surcoreano de música indie/electrónica formado en el año 2003 por JaePyung Shin (Sayo) y JangWon Lee (Noshel). Ambos integrantes se han graduado en Ciencias de Computación de la Universidad KAIST en Daejeon, Corea del Sur. El grupo lanzó su primer EP A Preview en marzo de 2004. Sayo y Noshel son nombres que utilizaban durante sus primeros días. En 2009, Lee JangWon obtuvo su maestría en la escuela de negocios KAIST y trabajó como un práctico del grupo de finanzas Mirae Asset.

## Miembros
- JaePyung Shin (신재평), conocida como Sayo - líder, vocalista, guitarrista (19 de junio de 1981 (43 años))
- JangWon Lee (이장원), conocida como Noshel - maknae, vocalista y bajista (30 de agosto de 1981 (43 años))

## Discografía

### Álbumes de estudio
- Colorful Express (2005)
- New Standard (2008)
- Sounds Good! (2009)
- Beginner's Luck (2012)
- High-Five (2014)

### EP
- A Preview (2004)
- Open Run (2012)

### Sencillos digitales
- «April Funk» (2005)
- «Grand Mint Festival 2008 Archivado el 1 de diciembre de 2017 en Wayback Machine.» (2008)[2]
- «Thank You» (2013)

## Premios
| Año  | Premio |
| ---- | --- |
| 2007 | - 2007 Korean Music Awards : "Best Dance & Electronic (Single)" – Superfantastic (Colorful Express) Archivado el 13 de julio de 2011 en Wayback Machine. |